# HMS M3
HMS M3 – brytyjski duży okręt podwodny z lat 20. XX wieku, należący do typu M, zaprojektowanego specjalnie do przenoszenia silnego uzbrojenia artyleryjskiego. W latach 1927−1928 przystosowany do przenoszenia 100 min morskich, został ostatecznie wycofany z linii w 1932 roku.

## Historia
W początkowym okresie I wojny światowej w brytyjskiej Admiralicji powstawały różne koncepcje prowadzenia działań przez okręty podwodne. Jedną z nich, wysuniętą i promowaną przez Pierwszego Lorda Morskiego, admirała Johna Fishera, było uzbrojenie jednostek oceanicznych w działo okrętowe dużego kalibru, które miało być skuteczniejsze i tańsze w zwalczaniu nieprzyjacielskiej żeglugi. Już po odejściu lorda Fishera z zajmowanego stanowiska powstał projekt takiego okrętu i, po uzyskaniu akceptacji, został skierowany do realizacji. Dwie pierwsze z czterech zamówionych jednostek miała zbudować stocznia koncernu Vickersa w Barrow-in-Furness, dwie kolejne Armstrong Whitworth w Elswick.
Stępkę pod przyszły HMS M3 położono 4 grudnia 1916 roku, wodowanie odbyło się 14 października 1918 roku, okręt wszedł do służby w Royal Navy 9 lipca 1920 roku. Podobnie jak bliźniacze M1 i M2, działał w ramach Floty Atlantyckiej. W latach 1927−1928 został przebudowany w stoczni w Chatham na podwodny stawiacz min. Konwersja ta spowodowana była po części ustaleniami traktatu waszyngtońskiego, zezwalającego na przenoszenie przez okręty podwodne dział o maksymalnym kalibrze 203 mm. Po zdemontowaniu armat na pokładzie zamontowano nadbudówkę, mieszczącą tory minowe dla maksymalnie 100 min morskich.
Pierwszą próbę stawiania min w zanurzeniu przeprowadzono w grudniu 1929 roku. Została uznana za całkowicie udaną, zaś doświadczenia zebrane podczas krótkiej eksploatacji M3 w nowej roli były wykorzystane przy projektowaniu serii podwodnych stawiaczy min typu Porpoise/Grampus. Jednak, z powodu złych właściwości morskich, spowodowanych zmianą rozkładu mas i stawiającą duży opór wodzie nadbudówką, M3 został już w 1930 roku uznany za niezdolny do służby liniowej i ostatecznie skreślony z listy okrętów Royal Navy 16 lutego 1932 roku. W roku następnym sprzedano go firmie rozbiórkowej Cashmore z Newport.